# Antigone (1916)
Antigone (SD3) – francuski okręt podwodny z czasów I wojny światowej i okresu międzywojennego, druga jednostka typu Armide. Pierwotnie została zamówiona w 1912 roku przez Grecką Marynarkę Wojenną, jednak została podczas budowy zarekwirowana przez rząd Francji. Okręt został zwodowany w październiku 1916 roku w stoczni Schneidera w Chalon-sur-Saône, a do służby w Marine nationale wszedł w styczniu 1917 roku. Jednostka została skreślona z listy floty w sierpniu 1935 roku.

## Projekt i budowa
Okręt zamówiony został w roku 1912 przez Grecką Marynarkę Wojenną. Jednostkę zaprojektował inż. Maxime Laubeuf. Okręt, który otrzymał tymczasową nazwę „PS”, został 3 czerwca 1915 roku zarekwirowany przez rząd francuski.
„Antigone” zbudowana została w stoczni Schneidera w Chalon-sur-Saône. Stępkę okrętu położono w 1912 roku, został zwodowany w październiku 1916 roku, a do służby w Marine nationale przyjęto go w styczniu 1917 roku. Nazwa nawiązywała do mitologicznej postaci – Antygony. Jednostka otrzymała numer burtowy SD3.

## Dane taktyczno–techniczne
„Antigone” była średniej wielkości okrętem podwodnym o konstrukcji dwukadłubowej. Długość całkowita wynosiła 56,2 metra, szerokość 5,2 metra i zanurzenie 3 metry. Wyporność w położeniu nawodnym wynosiła 457 ton, a w zanurzeniu 670 ton. Okręt napędzany był na powierzchni przez dwa dwusuwowe silniki wysokoprężne Schneider-Carels o łącznej mocy 2200 koni mechanicznych (KM). Napęd podwodny zapewniały dwa silniki elektryczne Schneider o łącznej mocy 900 KM. Dwuśrubowy układ napędowy pozwalał osiągnąć prędkość 17,5 węzła na powierzchni i 11 węzłów w zanurzeniu. Zasięg wynosił 2600 Mm przy prędkości 11 węzłów (lub 900 Mm przy 13 węzłach) w położeniu nawodnym oraz 160 Mm przy prędkości 5 węzłów pod wodą.
Okręt wyposażony był w cztery wyrzutnie torped kalibru 450 mm: dwie dziobowe i dwie rufowe, z łącznym zapasem 6 torped. Uzbrojenie artyleryjskie stanowiło działo pokładowe kal. 47 mm L/50 M1902.
Załoga okrętu składała się z 31 oficerów, podoficerów i marynarzy.

## Służba
„Antigone” w 1917 roku stacjonowała w Bizercie, skąd odbywała patrole w towarzystwie statków-pułapek. W 1918 roku okręt włączono w skład 3. Flotylli Okrętów Podwodnych z bazą w Mudros. Jednostkę skreślono z listy floty w sierpniu 1935 roku.